# Крамер, Ричард
Ричард Бен Крамер (англ. Richard Ben Cramer, 12 июня 1950 — 7 января 2013) — американский репортёр, писатель и сценарист. В 1977 году Крамер освещал военные действия между Ливаном и Израилем, за что был отмечен Пулитцеровской премией за международный репортаж 1979 года.

## Биография
Ричард Крамер родился в 1950 году в Рочестере и после окончания старшей школы переехал в Балтимор, где поступил в Университет Джонса Хопкинса. В 1971 году он получил степень бакалавра свободных искусств и попытался устроиться на работу в балтиморский Sun. После отказа Крамер продолжил обучение на магистерской программе Высшей школы журналистики в Колумбийском университете. Его репортёрская карьера в Baltimore Sun началась только в 1972 году с освещения региональной повестки. Проработав в издании около четырёх лет, он присоединился к редакции Inquirer в Филадельфии.
В июле 1977 года Крамера направили в нью-йоркскую редакцию газеты, а вскоре как иностранного корреспондента — в ближневосточное бюро. Так, в этом качестве он освещал переговоры между политиками Анваром Садатом и Менахемом Бегином. Когда между Ливаном и Израилем начались военные действия, Крамер, несмотря на противодействие военных, самостоятельно отправился к линии фронта, проделав часть пути пешком. В 1979 году его материалы о  конфликте и его участниках были отмечены Пулитцеровской премией за международный репортаж. Через год за свои депеши из Афганистана Крамер был награджён Премиями Эрни Пайла и Клуба зарубежных корреспондентов. В 1981 году журналист освещал этнографический конфликт в Северной Ирландии и последовавшую голодовку политических заключённых.
В 1992 году Ричард Крамер выпустил книгу «Чего это стоит: путь в Белый дом», которая получила широкое признание в США. Так, книжный обозреватель New York Times Мэтт Бай назвал её «не просто самой амбициозной и захватывающей в числе выдающихся книг об американских президентских кампаниях, но, возможно, последней из них». Исследование охватывает президентские выборы 1988 года и рассказывает о стратегиях и личных переживаниях Джорджа Буша, Боба Доула, Майкла Дукакиса, Джозефа Байдена и других кандидатов. Во время работы журналист интервьюировал родственников и знакомых политиков, а также их самих, сблизившись с некоторыми. Так, общение с Байденом и Бушем журналист продолжал, даже окончив работу над книгой.
После публикации издания Крамер начал сотрудничать с журналами Sports Illustrated, Rolling Stone и Esquire. В частности, он написал ряд статьей о музыканте Джерри Ли Льюисе, а также материал об известном бейсбольном нападающем «Что вы теперь думаете о Теде Уильямсе?», который профессиональное сообщество признало выдающимся примером спортивной журналистики. В 2002 году Крамер использовал материалы как основу для одноимённой книги. К тому моменту он уже выпустил биографии спортсмена Джо Ди Манджо (2000 год), политика Боба Доула (1995 год). В 2004-м он издал исследование «Как Израиль проиграл: четыре вопроса». Исследование о противостоянии Израиля и Палестины вызвало неоднозначную реакцию в обществе, и позднее Крамер переехал в Честертаун (штат Мэриленд). Он работал над биографией игрока «Нью-Йорк Янкис» Алекса Родригеса, которую не успел закончить. Ричард Крамер скончался 7 января 2013 года на шестьдесят втором году жизни от рака лёгких в Медицинском центре Университета Джонса Хопкинса. После смерти писателя его издательство Hachette Group подало в суд на возмещение выданного автору аванса в размере 550 тысяч долларов на книгу о Родригесе, которую изначально планировалось закончить к 2010 году.

## Фильмография
Одновременно с журналистской и писательской деятельностью Бен Крамер участвовал в создании ряда документальных фильмов. Он сотрудничал с режиссёром Томасом Ленноном более десяти лет и принял участие в создании картин «Выбор 1992» (англ. The Choice ’92), «Таблоид правды» (англ. Tabloid Truth, 1994 год), «Битва за гражданина Кейна» (англ. The Battle Over Citizen Kane, 1996 год). Последняя их совместная работа была представлена на Берлинском кинофестивале и фестивале «Сандэнс», а также номинирована на премию Оскар за документальный фильм. В 2000 году совместно с Марком Звонитцером Крамер выпустил документальный фильм о бейсболисте Джо Ди Маджио «Жизнь героя» (англ. The Hero's Life). Кроме того, журналист участвовал в создании сериалов «Ирландцы в Америке: долгое путешествие домой» (англ. the Irish in America: Long Journey Home, 1998 год) и «Верховный суд» (англ. The Supreme Court, 2007 год).

## Личная жизнь
Первой женой Ричарда Крамера в 1980-х стала главный редактор журнала Sunday Кэролайн Уайт, которая родила журналисту дочь Руби. Второй женой корреспондента являлась некая Джоан Смит.